# Israel Adesanya
Pour les articles homonymes, voir Adesanya.
Israel Adesanya né le 22 juillet 1989 à Lagos (Nigeria), est un pratiquant nigérian naturalisé néo-zélandais d'arts martiaux mixtes (MMA) et ancien boxeur et kick-boxeur. Il combat actuellement dans la catégorie des poids moyens de l'Ultimate Fighting Championship (UFC).
Vainqueur du tournoi des poids moyens des concurrents du Glory, une promotion internationale du kick-boxing, il a également combattu en boxe chez les poids lourds-léger. En avril 2019, il remporte le titre intérimaire des poids moyens de l'UFC contre Kelvin Gastelum puis unifie le titre contre Robert Whittaker six mois plus tard. Champion de la catégorie jusqu'en novembre 2022, il perd le titre face à Alex Pereira puis le récupère à nouveau cinq mois plus tard face au même adversaire. Il perd une nouvelle fois le titre en septembre 2023 face à Sean Strickland.

## Biographie

### Jeunesse au Nigeria et en Nouvelle-Zélande
Né le 22 juillet 1989 dans la plus grande ville du Nigeria, à Lagos, Israel Adesanya est l’aîné de cinq frères et sœurs et grandit dans une famille aisée. Son père, Oluwafemi, est comptable et sa mère, Taiwo, est infirmière.
Il pratique brièvement le taekwondo dans son enfance. En 1999, il déménage au Ghana avec sa famille pendant 10 mois.
Sa famille déménage ensuite à Rotorua, en Nouvelle-Zélande, notamment pour avoir accès à une meilleure éducation et fréquente la Rotorua Boys' High School (en). Israel Adesanya ne s'intéressait pas au sport quand il était au lycée mais aux  dessins animés japonais tels que Death Note  et Naruto,.
Pendant ses années de lycée, Adesanya est fortement intimidé et attribue sa décision de poursuivre les arts martiaux plus tard dans sa vie aux mauvais traitements qu'il a subis à cette époque. Inspiré par le film Ong-bak et l'acteur Tony Jaa, il commence à pratiquer le muay-thaï à l'âge de 18 ans. Il se concentre et s’investit complètement dans les sports de combat au détriment de ses études. À l'âge de 21 ans, il décide de déménager à Auckland et commence à s'entraîner sous Eugene Bareman dans le club City Kickboxing, avec de futurs combattants de l'Ultimate Fighting Championship (UFC) tels que Dan Hooker, Kai Kara-France et Alexander Volkanovski.

### Début de carrière en boxe anglaise et kick-boxing
Israel Adesanya commence sa carrière professionnelle de kick-boxing en 2010. Il combat dans les plus prestigieuses compétitions comme Glory ou encore King In The Ring. Il démontre son talent en étant invaincu pendant 32 combats au début de sa carrière. Sa seule bête noire a été le Brésilien Alex Pereira contre qui il s’est incliné à deux reprises par décision unanime puis par KO. Il ne prendra sa revanche qu'en 2023 où il gagnera par TKO au 2eme round contre le Brésilien. Israel Adesanya finit sa carrière début 2017, sur un total de 75 victoires pour seulement 5 défaites. Son parcours en boxe anglaise a été bref (un an) mais il a su s’imposer sur cinq de ses six combats.

## Carrière dans les arts martiaux mixtes

### Débuts (2012-2018)
Le 24 mars 2012, il affronte le Néo-Zélandais James Griffiths à Auckland, en Nouvelle-Zélande, et remporte le combat par KO technique. Le 15 juin 2013, il affronte le Néo-Zélandais John Vake à Auckland, en Nouvelle-Zélande, et remporte le combat par KO technique. Le 8 août 2015, il affronte le Chinois Song Kenan à Shahe, en Chine, et remporte le combat par KO technique. Le 5 septembre 2015, il affronte l'Australien Maui Tuigamala à Auckland, en Nouvelle-Zélande, et remporte le combat par KO. Le 19 septembre 2015, il affronte le Chinois Gele Qing à Auckland, en Nouvelle-Zélande, et remporte le combat par KO technique.
Le 13 janvier 2016, il affronte l'Ukrainien Vladimir Katykhin à Henan, en Chine, et remporte le combat par KO technique. Le 13 mars 2016, il affronte le Russe Dibir Zagirov à Henan, en Chine, et remporte le combat par KO technique. Le 7 mai 2016, il affronte l'Américain Andrew Flores Smith à Shenzhen, en Chine, et remporte le combat par KO technique. Le 28 mai 2016, il affronte le Russe Murad Kuramagomedov à Henan, en Chine, et remporte le combat par KO technique. Le 28 juillet 2017, il affronte l'Américain Melvin Guillard à Melbourne, en Australie, et remporte le combat par KO technique. Le 24 novembre 2017, il affronte l'Australien Stuart Dare à Melbourne, en Australie, et remporte le combat par KO.

### Ultimate Fighting Championship(depuis 2018)

#### Parcours sans défaite
Le 11 février 2018, il affronte l'Australien Rob Wilkinson à Perth, en Australie, et remporte le combat par KO technique. Sa prestation est désignée Performance de la soirée. Le 14 avril 2018, il affronte l'Italien Marvin Vettori à Glendale, en Arizona, et remporte le combat par décision partagée (29-28, 29-28, 28-29). Le 6 juillet 2018, il affronte l'Américain Brad Tavares à Las Vegas, dans le Nevada, et remporte le combat par décision unanime (50-45, 50-45, 49-46). Sa prestation est désignée Performance de la soirée.
Le 3 novembre 2018, il affronte l'Américain Derek Brunson à New York, dans l'État de New York, et remporte le combat par KO technique. Sa prestation est désignée Performance de la soirée. Le 10 février 2019, il affronte le Brésilien Anderson Silva à Melbourne, en Australie, et remporte le combat par décision unanime (29-28, 30-27, 30-27). Sa prestation est désignée Combat de la soirée.

#### Champion intérimaire puis incontesté des poids moyens
Le 13 avril 2019, il affronte l'Américain Kelvin Gastelum à Atlanta, en Géorgie, et remporte le combat par décision unanime (48-46, 48-46, 48-46),. Sa prestation est désignée Combat de la soirée. Le 6 octobre 2019, il affronte l'Australien Robert Whittaker à Melbourne, en Australie, et remporte le combat par KO. Sa prestation est désignée Performance de la soirée.
Le 7 mars 2020, il affronte le Cubain Yoel Romero à Las Vegas, dans le Nevada, et remporte le combat par décision unanime (48-47, 48-47, 49-46),. Le 27 septembre 2020, il affronte le Paulo Costa à Abou Dabi, aux Émirats arabes unis, et remporte le combat par KO technique. Sa prestation est désignée Performance de la soirée.

#### Courte escapade chez les poids mi-lourds
Le 6 mars 2021, il affronte le Polonais Jan Błachowicz à Las Vegas, dans le Nevada, et perd le combat par décision unanime (49-45, 49-46, 49-45),,.

#### Retour chez les poids moyens
Le 12 juin 2021, il affronte pour la deuxième fois l'Italien Marvin Vettori à Glendale, en Arizona, et remporte le combat par décision unanime (50-45, 50-45, 50-45),. Le 12 février 2022, il affronte pour la deuxième fois le Néo-Zélandais Robert Whittaker à Houston, au Texas, et remporte le combat par décision unanime (48-47, 48-47, 49-46),.
Le 2 juillet 2022, il affronte l'Américain Jared Cannonier à Las Vegas, dans le Nevada, et remporte le combat par décision unanime (49-46, 49-46, 50-45),. Le 12 novembre 2022, il affronte le Brésilien Alex Pereira à New York, dans l'État de New York. Il perd le combat par KO technique à la suite d'un enchaînement de coups de poing de la part du Brésilien après avoir dominé le combat pendant les quatre premiers rounds,,. C'est la première fois dans sa carrière qu'il perd un combat par KO technique.

#### Champion des poids moyens pour la deuxième fois
Le 8 avril 2023, il affronte pour la deuxième fois le Brésilien Alex Pereira à Miami, en Floride. Alors qu'il se trouve contre la clôture après plusieurs coups de poing et un coup de genou au visage de la part du Brésilien, il place en contre deux crochets du droit qui laisse knockout son adversaire,,. À cette occasion, il remporte le titre des poids moyens de l'UFC. Sa prestation est désignée Performance de la soirée.

#### Nouvelle perte du titre et série de défaites
Le 10 septembre 2023, il affronte l'Américain Sean Strickland à Sydney, en Australie. Le combat est initialement prévu face au Sud-Africain Dricus du Plessis, celui-ci ne peut être prêt pour la date prévue. C'est finalement l'Américain Sean Strickland, aspirant numéro 5 de la catégorie et dont le bilan est de 28-5, qui est désigné. Si le duel semble assez déséquilibré, ce dernier va déjouer tous les pronostics. Dans la Qudos Bank Arena, le Nigérian subit la pression de l'Américain, notamment à la fin du 1er round : une droite percutante ébranle Israel Adesanya qui se retrouve dos au grillage. S'ensuivront une pluie de coups de l'Américain contre un Israel Adesanya qui ne parviendra à se sortir de cette mauvaise situation que quelques secondes avant que le gong ne sonne. Pendant tout le reste du combat, il ne trouvera jamais la solution et finira par perdre à la décision unanime des juges, qui donneront le même score : 49-46, 49-46, 49-46,,.
Le 18 août 2024, il affronte le Sud-Africain Dricus du Plessis à Perth, en Australie. Lors de la quatrième reprise, il perd le combat par soumission à la suite d'un étranglement arrière de son adversaire,,. C'est la première fois dans sa carrière qu'il perd un combat par soumission. Le 1er février 2025, il combat le Français Nassourdine Imavov à Riyad, en Arabie saoudite, et perd le combat par KO technique lors de la deuxième reprise,,,.

## Vie privée
Avant de se battre, Israel Adesanya participait régulièrement à des concours de danse à travers la Nouvelle-Zélande. Il a montré sa passion[Quoi ?] pour la danse lors d'une chorégraphie effectuée avant son combat contre Robert Whittaker lors de l'UFC 243,. Israel Adesanya est fan d'anime et aimerait créer une société de production d'anime après sa carrière en arts martiaux mixtes (MMA). Son surnom « The Last Stylebender » est une référence à Avatar, le dernier maître de l'air, une série de dessins animés influencée par l'anime. Il a l'image de l'un des personnages principaux de l'émission, Toph, tatoué sur son avant-bras.
Israel Adesanya a approuvé le référendum néo-zélandais de 2020 sur la légalisation du cannabis. En septembre 2020, il est devenu le premier athlète de MMA à signer un contrat avec l'équipementier Puma. En décembre 2020, Israel Adesanya remporte le World MMA Awards 2020 lors d'un événement distinguant les combattants les plus remarquables de l’année,. Il a également adressé en vidéo un message pour tenter de sensibiliser la jeunesse polynésienne à la montée de la violence. En janvier 2021, Israel Adesanya devient ambassadeur de Stake.com, le partenaire officiel de paris sportifs de l'Ultimate Fighting Championship (UFC).
Le 16 novembre 2022, il est arrêté à l'aéroport international de New York - John-F.-Kennedy pour possession de poings américains,.
En juin 2023, Stylebender, un documentaire sur la vie d'Israel Adesanya, est présenté au festival du film de Tribeca.
Le 19 août 2023, il est arrêté pour conduite en état d'ivresse dans le centre-ville d'Auckland, en Nouvelle-Zélande, où son taux d'alcoolémie a été mesuré à 87 mg%. En Nouvelle-Zélande, la limite légale pour conduire est de 50 mg%, et au-delà de 80 mg%, la sanction peut aller jusqu'à 3 mois d'emprisonnement. Le 10 janvier 2024, il décide de plaider coupable et, au lieu d'une peine d'emprisonnement, il est condamné à une amende de 1 500 dollars néo-zélandais et à une suspension de permis de conduire de six mois. Il est acquitté sans condamnation - sa deuxième, après avoir déjà conduit sous le coup d'une interdiction d'exercer - en raison de l'effet négatif qu'une condamnation aurait eu sur sa capacité à voyager et à obtenir des sponsors. En outre, après sa comparution devant le tribunal, il publie des vidéos de l'intérieur du tribunal sur ses pages de médias sociaux, ce qui est illégal en Nouvelle-Zélande sans l'autorisation du juge qui préside l'audience. Il a par la suite retiré ces vidéos et présenté ses excuses.

## Palmarès en arts martiaux mixtes

### Distinctions
- Ultimate Fighting Championship
  - Performance de la soirée (× 6) : face à Rob Wilkinson, Brad Tavares, Derek Brunson, Robert Whittaker, Paulo Costa et Alex Pereira[71],[25],[29],[45].
  - Combat de la soirée (× 2) : face à Anderson Silva et Kelvin Gastelum[20].

### Pay-per-view
| Rang | Évènement | Combat                  | Date              | Salle            | Lieu                           | Nombre  |
| ---- | --------- | ----------------------- | ----------------- | ---------------- | ------------------------------ | ------- |
| 1.   | UFC 234   | Adesanya vs. Silva      | 10 février 2019   | Rod Laver Arena  | Melbourne, Australie           | 175 000 |
| 2.   | UFC 253   | Adesanya vs. Costa      | 27 septembre 2020 | Flash Forum      | Abou Dabi, Émirats arabes unis | 700 000 |
| 3.   | UFC 259   | Błachowicz vs. Adesanya | 6 mars 2021       | UFC Apex         | Las Vegas, Nevada, États-Unis  | 800 000 |
| 4.   | UFC 263   | Adesanya vs. Vettori 2  | 12 juin 2021      | Gila River Arena | Glendale, Arizona, États-Unis  | 600 000 |

### Historique des combats
| 29 combats     | 24 victoires | 5 défaites |
| Par KO         | 16           | 2          |
| Par soumission | 0            | 1          |
| Sur décision   | 8            | 2          |

| Résultat | Record | Adversaire          | Méthode                                | Événement                               | Date              | Round | Temps | Lieu                           | Notes                                                                                       |
| -------- | ------ | ------------------- | -------------------------------------- | --------------------------------------- | ----------------- | ----- | ----- | ------------------------------ | ------------------------------------------------------------------------------------------- |
| Défaite  | 24-5   | Nassourdine Imavov  | KO (coups de poing)                    | UFC Fight Night: Adesanya vs. Imavov    | 1er février 2025  | 2     | 0:30  | Riyad, Arabie saoudite         | Performance de la soirée.                                                                   |
| Défaite  | 24-4   | Dricus du Plessis   | Soumission (étranglement arrière)      | UFC 305                                 | 18 août 2024      | 4     | 3:38  | Perth, Australie               | Pour le titre des poids moyens de l’UFC.                                                    |
| Défaite  | 24-3   | Sean Strickland     | Décision unanime                       | UFC 293                                 | 10 septembre 2023 | 5     | 5:00  | Sydney, Australie              | Perd le titre des poids moyens de l'UFC.                                                    |
| Victoire | 24-2   | Alex Pereira        | KO (coups de poing)                    | UFC 287                                 | 8 avril 2023      | 2     | 4:21  | Miami, Floride                 | Remporte le titre des poids moyens de l'UFC. Performance de la soirée.                      |
| Défaite  | 23-2   | Alex Pereira        | TKO (coups de poing)                   | UFC 281                                 | 12 novembre 2022  | 5     | 2:59  | New York, État de New York     | Perd le titre des poids moyens de l'UFC.                                                    |
| Victoire | 23-1   | Jared Cannonier     | Décision unanime                       | UFC 276                                 | 2 juillet 2022    | 5     | 5:00  | Las Vegas, Nevada              | Défend le titre des poids moyens de l'UFC.                                                  |
| Victoire | 22-1   | Robert Whittaker    | Décision unanime                       | UFC 271                                 | 13 février 2022   | 5     | 5:00  | Houston, Texas                 | Défend le titre des poids moyens de l'UFC.                                                  |
| Victoire | 21-1   | Marvin Vettori      | Décision unanime                       | UFC 263                                 | 12 juin 2021      | 5     | 5:00  | Glendale, Arizona              | Défend le titre des poids moyens de l'UFC.                                                  |
| Défaite  | 20-1   | Jan Błachowicz      | Décision unanime                       | UFC 259                                 | 6 mars 2021       | 5     | 5:00  | Las Vegas, Nevada              | Début dans la catégorie des poids mi-lourds. Pour la ceinture des poids mi-lourds de l'UFC. |
| Victoire | 20-0   | Paulo Costa         | TKO (coups de poing et coups de genou) | UFC 253                                 | 27 septembre 2020 | 2     | 3:59  | Abou Dabi, Émirats arabes unis | Défend le titre des poids moyens de l'UFC. Performance de la soirée.                        |
| Victoire | 19-0   | Yoel Romero         | Décision unanime                       | UFC 248                                 | 7 mars 2020       | 5     | 5:00  | Las Vegas, Nevada              | Défend le titre des poids moyens de l'UFC.                                                  |
| Victoire | 18-0   | Robert Whittaker    | KO (coups de poing)                    | UFC 243                                 | 6 octobre 2019    | 2     | 3:33  | Melbourne, Australie           | Remporte et unifie le titre des poids moyens de l'UFC. Performance de la soirée.            |
| Victoire | 17-0   | Kelvin Gastelum     | Décision unanime                       | UFC 236                                 | 13 avril 2019     | 5     | 5:00  | Atlanta, Géorgie               | Remporte le titre intérimaire des poids moyens de l'UFC. Combat de la soirée.               |
| Victoire | 16-0   | Anderson Silva      | Décision unanime                       | UFC 234                                 | 10 février 2019   | 3     | 5:00  | Melbourne, Australie           | Combat de la soirée.                                                                        |
| Victoire | 15-0   | Derek Brunson       | TKO (coups de genou et coups de poing) | UFC 230                                 | 3 novembre 2018   | 1     | 4:51  | New-York, État de New York     | Performance de la soirée.                                                                   |
| Victoire | 14-0   | Brad Tavares        | Décision unanime                       | The Ultimate Fighter: Undefeated Finale | 6 juillet 2018    | 5     | 5:00  | Las Vegas, Nevada              | Performance de la soirée.                                                                   |
| Victoire | 13-0   | Marvin Vettori      | Décision partagée                      | UFC on Fox: Poirier vs. Gaethje         | 14 avril 2018     | 3     | 5:00  | Glendale, Arizona              |                                                                                             |
| Victoire | 12-0   | Rob Wilkinson       | TKO (coups de genou et coups de poing) | UFC 221                                 | 11 février 2018   | 2     | 3:37  | Perth, Australie               | Performance de la soirée.                                                                   |
| Victoire | 11-0   | Stuart Dare         | KO (coup de tête)                      | Hex Fighting Series 12                  | 24 novembre 2017  | 1     | 4:53  | Melbourne, Australie           | Remporte le titre des poids moyens de la HFS.                                               |
| Victoire | 10-0   | Melvin Guillard     | TKO (coups de poing)                   | AFC 20                                  | 28 juillet 2017   | 1     | 4:49  | Melbourne, Australie           | Remporte le titre des poids moyens de l'AFC.                                                |
| Victoire | 9-0    | Murad Kuramagomedov | TKO (coups de poing)                   | Wu Lin Feng: E.P.I.C. 4                 | 28 mai 2016       | 2     | 1:05  | Henan, Chine                   |                                                                                             |
| Victoire | 8-0    | Andrew Flores Smith | TKO (arrêt de coin)                    | Glory of Heroes 2                       | 7 mai 2016        | 1     | 5:00  | Shenzhen, Chine                |                                                                                             |
| Victoire | 7-0    | Dibir Zagirov       | TKO (coups de poing)                   | Wu Lin Feng: E.P.I.C. 2                 | 13 mars 2016      | 2     | 2:23  | Henan, Chine                   |                                                                                             |
| Victoire | 6-0    | Vladimir Katykhin   | TKO (arrêt du médecin)                 | Wu Lin Feng: E.P.I.C. 1                 | 13 janvier 2016   | 2     | NC    | Henan, Chine                   |                                                                                             |
| Victoire | 5-0    | Gele Qing           | TKO (coups de coude)                   | Wu Lin Feng 2015: New Zealand vs. China | 19 septembre 2015 | 2     | 3:37  | Auckland, Nouvelle-Zélande     |                                                                                             |
| Victoire | 4-0    | Maui Tuigamala      | KO (coup de pied)                      | Fair Pay Fighting 1                     | 5 septembre 2015  | 2     | 1:25  | Auckland, Nouvelle-Zélande     |                                                                                             |
| Victoire | 3-0    | Song Kenan          | TKO (coup de tête)                     | The Legend of Emei 3                    | 8 août 2015       | 1     | 1:59  | Shahe, Chine                   |                                                                                             |
| Victoire | 2-0    | John Vake           | TKO (coups de poing)                   | Shuriken MMA: Best of the Best          | 15 juin 2013      | 1     | 4:43  | Auckland, Nouvelle-Zélande     |                                                                                             |
| Victoire | 1-0    | James Griffiths     | TKO (coups de poing)                   | Supremacy Fighting Championship 9       | 24 mars 2012      | 1     | 2:09  | Auckland, Nouvelle-Zélande     | Début dans la catégorie des poids moyens.                                                   |

## Palmarès en boxe anglaise
| 6 combats       | 5 victoires | 1 défaites |
| Avant la limite | 1           | 0          |
| Sur décision    | 4           | 1          |

| Décision possible : KO • TKO (KO technique) • UD (décision aux points unanime) • MD (décision aux points majoritaire) • SD (décision aux points partagée) • D (match nul) • NC (sans décision) • RTD (abandon) |        |                  |      |       |                  |                                                       |                                                                      |
| Résultat | Record | Adversaire       | Type | Round | Date             | Lieu                                                  | Notes                                                                |
| Victoire | 5-1    | Lance Bryant     | UD   | 3     | 3 novembre 2015  | SkyCity, Auckland, Nouvelle-Zélande                   | Super 8 Boxing Tournament IV : finale des poids mi-lourds.           |
| Victoire | 4-1    | Zane Hopman      | UD   | 3     | 3 novembre 2015  | SkyCity, Auckland, Nouvelle-Zélande                   | Super 8 Boxing Tournament IV : demi-finale des poids mi-lourds.      |
| Victoire | 3-1    | Brian Minto      | SD   | 3     | 28 mars 2015     | Horncastle Arena, Christchurch, Nouvelle-Zélande      | Super 8 Boxing Tournament III : finale des poids mi-lourds.          |
| Victoire | 2-1    | Lance Bryant     | MD   | 3     | 28 mars 2015     | Horncastle Arena, Christchurch, Nouvelle-Zélande      | Super 8 Boxing Tournament III : demi-finale des poids mi-lourds.     |
| Victoire | 1-1    | Asher Derbyshire | KO   | 2 (3) | 28 mars 2015     | Horncastle Arena, Christchurch, Nouvelle-Zélande      | Super 8 Boxing Tournament III : quart de finale des poids mi-lourds. |
| Défaite | 0-1    | Daniel Ammann    | UD   | 3     | 22 novembre 2014 | North Shore Events Centre, Auckland, Nouvelle-Zélande | Super 8 Boxing Tournament II : quart de finale des poids mi-lourds.  |